# التحرر من الخوف

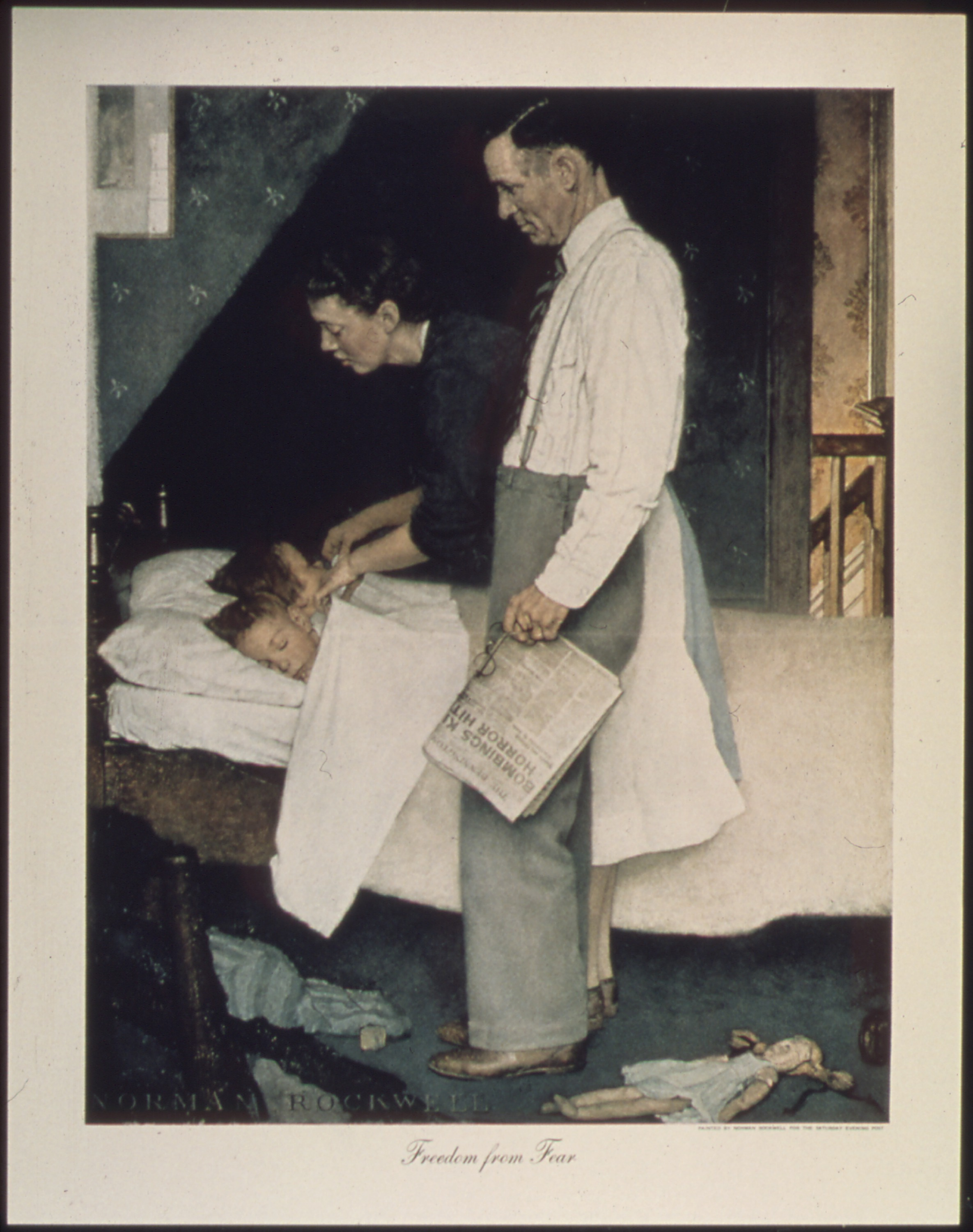
التحرر من الخوف للرسام نورمان روكويل 1943

تم إدراج التحرر من الخوف كحق أساسي من حقوق الإنسان وفقًا للإعلان العالمي لحقوق الإنسان. في السادس من يناير عام 1941، أطلق عليه رئيس الولايات المتحدة فرانكلين روزفلت اسم إحدى «الحريات الأربع» في خطاب حالة الاتحاد والذي تمت الإشارة إليه فيما بعد باسم «خطاب الحريات الأربع».

## أصول
صاغ الرئيس فرانكلين روزفلت في خطابه التحرر من الخوف على النحو التالي: «الرابع هو التحرر من الخوف والذي يُترجم إلى مصطلحات عالمية، يعني تقليص التسلح في جميع أنحاء العالم إلى مثل هذه النقطة وبطريقة شاملة بحيث لن تكون أي دولة في وضع يمكنها من ارتكاب عمل من أعمال العدوان الجسدي ضد أي جار - في أي مكان في العالم». 
شكلت الحريات الأربع لروزفلت ركيزة مهمة للإعلان العالمي لحقوق الإنسان الذي تبنته الجمعية العامة للأمم المتحدة في 10 ديسمبر 1948. التحرر من الخوف مذكور في ديباجة الإعلان.

## إلهام
في عام 1943، ابتكر الرسام نورمان روكويل لوحة التحرر من الخوف، في سلسلته المكونة من أربع لوحات تسمى الحريات الأربع.